# Da Vinci
«Da Vinci» (до 2018 року «Da Vinci Learning») — науково-освітній телеканал для дітей та дорослих. Центр розташований у Німеччині. В етері телеканалу виходять наукові та освітні програми про природу, Землю, техніку, людину й культуру.
Нині телеканал доступний у таких країнах: Боснія і Герцеговина, Болгарія, Хорватія, Чехія, Естонія, Угорщина, Латвія, Литва, Північна Македонія, Малайзія, Польща, Румунія, Росія, Сербія, Словаччина, Словенія, Південно-Африканська Республіка, Таїланд, Туреччина й Україна.
У грудні 2009 року розпочалося мовлення українською мовою.

## Про канал
Телеканал вперше з'явився етері 15 вересня 2007 року в Польщі.
1 квітня 2014 року телеканал перйшов до формату мовлення 16:9.
9 січня 2018 року канал зробив ребрендинг і змінив назву на «Da Vinci», змінивши також і стратегію мовлення: у телеканалу буде лого «Da Vinci Kids» зранку і до 8 години вечора і лого «Da Vinci Learning» після 8 вечора. Ранковий етер розрахований на дитячу авдиторію, в той час як вечірній — на дорослу.

## Програми для дітей
- Історія мистецтв
- Блакитний дракончик
- Будинок математики
- Дослідницький експрес
- Жили-були...
- Земля очима Альбана
- Знайомся з технологією
- Зоряна математика
- Компас часу
- Космічні пригоди Лео і Купера
- Маленький Ейнштейн
- Марві Хаммер
- Навіщо і чому
- Наука за 10 хвилин
- Наука у тебе вдома
- Неймовірне навколо нас
- Пінг і Понг: весела наука
- Цифри люблять рахунок!
- Цифровий екіпаж
- Цікава математика
- Шукачі в часі
- Байдиківка

## Сімейні шоу
Список може бути неповним
- Історія в обличчях
- Всезнайки
- Дика наука
- Жили-були...
- Квант знання
- Кольори по порядку
- Марві Хаммер
- Неймовірне навколо нас
- Погляд у майбутнє
- Синє небо
- Удар головою
- Цифри
- Цікаво про все
- Дрібниці життя
- Що вони будуть думати далі!

## Da Vinci Learning International
Станом на 2015 рік, Da Vinci Learning був доступний у кабельних мережах таких країн CEE:
| №  | Країна               | Кабельний провайдер                                | Мова       | Початок мовлення |
| -- | -------------------- | -------------------------------------------------- | ---------- | ---------------- |
| 1  | Боснія і Герцеговина | Mtel                                               | сербська   | ?                |
| 2  | Болгарія             | Blizoo, Bulsatcom, Mtel                            | болгарська | ?                |
| 3  | Хорватія             | Vipnet Bnet                                        | хорватська | ?                |
| 4  | Чехія                | UPC Direct                                         | чеська     | ?                |
| 5  | Угорщина             | UPC Direct, Telekom Hungaria, UPC, Antenna Hungary | угорська   | ?                |
| 6  | Латвія               | Lattelecom                                         | латвійська | ?                |
| 7  | Польща               | Cyfrowy Polsat, Multimedia, Toya, UPC              | польська   | ?                |
| 8  | Румунія              | Telekom Romania, UPC                               | румунська  | ?                |
| 9  | Росія                | Dom.ru                                             | російська  | вересень 2007    |
| 10 | Сербія               | Telekom Serbia                                     | сербська   | ?                |
| 11 | Словаччина           | UPC Direct                                         | словацька  | ?                |
| 12 | Словенія             | AMIS, Telekom Slovenia                             | словенська | ?                |
| 13 | Україна              | Volia, Ланет, Divan TV                             | українська | грудень 2009     |

### Версії телеканалу Da Vinci Learning

#### Da Vinci Learning Ukraine
Телеканал «Da Vinci Learning Ukraine» розпочав мовлення українською мовою у грудні 2009 року. Україномовний дубляж для телеканалу Da Vinci Learning Ukraine виробляла студія дублювання та озвучення: український продюсерський центр «Prime-Time» на студії «Propeller Production» (Київ). Інтереси телеканалу в Україні представляє британська компанія «English Club TV». Згідно з інформацією на сайті НацРади з питань телебачення і радіомовлення у розділі «Перелік іноземних програм, зміст яких відповідає вимогам Європейської конвенції про транскордонне телебачення і законодавства України», станом на березень 2021 року канал мовить не повністю 100 % українською, а лише на 80 %.

#### Da Vinci Learning Russia
Телеканал Da Vinci Learning Russia розпочав мовлення російською мовою у вересні 2007 року. Російськомовний дубляж для телеканалу Da Vinci Learning Russia виробляли дві студії дублювання та озвучення: російська студія «Лексікон» (Москва) й українська студія «Так Треба Продакшн» (Київ).